# Władysław Łysakowski
Władysław Łysakowski (ur. 18 listopada 1885, zm. 12 czerwca 1970 w Manchesterze) – oficer artylerii i uzbrojenia Wojska Polskiego, w 1967 awansowany na podpułkownika przez władze RP na uchodźstwie.

## Życiorys
Urodził się 18 listopada 1885 jako syn Bronisława. Przed 1914 należał do Polskich Drużyn Strzeleckich oraz organizował skauting w Małopolsce Wschodniej. Podczas I wojny światowej był żołnierzem Legionów Polskich. U kresu wojny w listopadzie 1918 uczestniczył w obronie Lwowa w 1918 w trakcie wojny polsko-ukraińskiej. Po odzyskaniu przez Polskę niepodległości został przyjęty do Wojska Polskiego. Został awansowany na stopień porucznika artylerii ze starszeństwem z dniem 1 czerwca 1919, a następnie na stopień kapitana artylerii ze starszeństwem z dniem 1 lipca 1923. W latach 20. był oficerem 28 Pułku Artylerii Polowej w Dęblinie. Został przeniesiony w stan spoczynku jako kapitan uzbrojenia ze starszeństwem z 1 lipca 1923. W 1934 był przydzielony do Oficerskiej Kadry Okręgowej nr I jako oficer przewidziany do użycia w czasie wojny i pozostawał wówczas w ewidencji Powiatowej Komendy Uzupełnień Warszawa Miasto III.
Podczas II wojny światowej był więziony w sowieckich łagrach. Po wojnie pozostał na emigracji w Wielkiej Brytanii i był działaczem politycznym oraz społecznym. W 1967 został awansowany przez władze RP na uchodźstwie na stopień podpułkownika artylerii. Zasiadał w Radzie Narodowej Rzeczypospolitej Polskiej kadencji III (1963–1968) i IV (1968–1970) z ramienia Konwentu Walki o Niepodległość. Pod koniec trwania IV kadencji RN zmarł 12 czerwca 1970 w Manchesterze. Został pochowany na tamtejszym cmentarzu Southern Cemetery.

## Ordery i odznaczenia
- Krzyż Walecznych (przed 1923)